# Usługi danych przestrzennych
Usługi danych przestrzennych (ang. Spatial data services) – usługi będące operacjami, które mogą być wykonywane przez oprogramowanie komputerowe (aplikację komputerową) na danych przestrzennych zawartych w zbiorach danych przestrzennych lub na powiązanych z nimi metadanych.
Obowiązek tworzenia usług danych przestrzennych w krajach Unii Europejskiej wprowadziła Dyrektywa INSPIRE. Jej implementacją na obszarze Polski jest ustawa z dnia 4 marca 2010 r. o infrastrukturze informacji przestrzennej. W myśl zapisów ustawy organy administracji, prowadzące rejestry publiczne, które zawierają zbiory danych związane z wymienionymi w załączniku do ustawy tematami danych przestrzennych tworzą i obsługują, w zakresie swojej właściwości, sieć usług do których zalicza się usługi:
- Usługi wyszukiwania – zgodnie z OGC: Catalog Service for the Web (CSW)
- Usługi przeglądania – zgodnie z OGC: Web Map Service (WMS), Web Map Tile Service (WMTS)
- Usługi pobierania – zgodnie z OGC: Web Feature Service (WFS), Web Coverage Service (WCS)
- Usługi przekształcania – zgodnie z OGC: Web Processing Service (WPS)